# Doroteya Droumeva
Doroteya Droumeva (* 21. Juli 1978) ist eine bulgarische Filmregisseurin und Drehbuchautorin.

## Leben und Werk

### Ausbildung und erste Kurzfilmarbeiten
Doroteya Droumeva wurde in Bulgarien geboren. Sie studierte Soziologie und Philosophie an der Universität „Hl. Kliment Ohridski“ in Sofia. Im Jahr 1999 zog sie nach Berlin, um an der Humboldt-Universität Psychologie zu studieren. Droumeva wechselte aber ins Filmfach und begann ab 2005 ein Studium der Filmregie an der Deutschen Film- und Fernsehakademie Berlin (DFFB).
Während Droumevas Studium, das bis ins Jahr 2015 andauerte, entstanden erste Kurzfilmarbeiten, darunter der halbstündige Dokumentarfilm Gaganitza (2006) und der 17-minütige Spielfilm Das Fest (2008) mit Ursina Lardi, Axel Wandtke und Paula Marx in den Hauptrollen. Letztgenanntes Werk über ein titelgebendes Fest, dass nie stattfindet, brachte ihr erste Festivaleinladungen ein.

### Erfolg in Cannes und Spielfilmdebüt mitThe Vagabonds
Einem internationalen Publikum wurde die Nachwuchsregisseurin und -drehbuchautorin durch ihre 30-minütige Studentenarbeit Der Brief (2011) bekannt, die eine Einladung in die Nebensektion Cinéfondation des 64. Filmfestivals von Cannes erhielt. Der Spielfilm um eine junge Frau (dargestellt von Kathleen Morgeneyer), die unerwartet mit einer Schwangerschaft konfrontiert wird, gewann den mit 15.000 Euro dotierten Hauptpreis der Sektion unter Jurypräsident Michel Gondry und wurde auf weiteren deutschen und internationalen Festivals gezeigt.
Im Jahr 2022 stellte Droumeva ihr autobiografisch gefärbtes Spielfilmdebüt The Vagabonds mit Shirly Lev in der Hauptrolle fertig. Aufgrund ihrer Auszeichnung im Jahr 2011 erhielt sie automatisch die Möglichkeit, das Werk beim 75. Filmfestival von Cannes im Mai 2022 vorstellen zu können.

## Filmografie (Auswahl)
- 2005: Rauhe Sitten (Kurzfilm, 5 min)
- 2005: Gaganitza (Dokumentarfilm, 30 min)
- 2006: Kalin (Kurzfilm)
- 2008: Goofy (Kurzfilm)
- 2008: Krumov (Kurzfilm)
- 2008: Das Fest (Kurzfilm, 17 min)
- 2011: Der Brief (Kurzfilm, 30 min)
- 2022: The Vagabonds (Spielfilm)

## Auszeichnungen
- 2011: Prix Cinéfondation des Filmfestivals von Cannes (Der Brief)